# Моран-Солније MS.121
Моран-Солније MS.121 (фр. Morane-Saulnier MS.121) је француски ловачки авион. Авион је први пут полетео 1927. године. 

Највећа брзина у хоризонталном лету је износила 258 km/h. Размах крила је био 9,80 метара а дужина 6,50 метара. Маса празног авиона је износила 915 килограма а нормална полетна маса 1230 килограма.

## Наоружање
| Наоружање авиона: Моран-Солније |          |
| Ватрено (стрељачко) наоружање   |          |
| Топ                             |          |
| Митраљез                        |          |
| Број и ознака митраљеза         | 2 Викерс |
| Бомбардерско наоружање (бомбе)  |          |
| Класичне авио бомбе             | 7,7      |
| Ракетно наоружање (ракете)      |          |